# Густав I (Швеция)
Гу̀став I Ва̀са (на шведски: Gustav I Vasa) или Густав Ериксон е крал на Швеция от 1523 до 1560, първият от династията Васа‎.

## Произход и управление
Син е на Ерик Юхансон Васа‎, убит през 1520 г. по време на Стокхолмската кървава баня.
През 1520 Густав Васа‎ оглавява въстание срещу датския крал Кристиан II. На 23 август 1521 г. въстаниците го избират за регент на Швеция. На 6 юни 1523 г. Густав Васа е избран за крал и изгонва датчаните от Стокхолм като по такъв начин скъсва с Калмарската уния.
Между 1527 и 1530 г. потушава въстания в Даларна и Смоланд. Води враждебна политика спрямо Любек.
Като крал той въвежда протестантството в Швеция, прави реформа в административната, данъчната, правосъдната система, укрепва шведската централизирана монархия.
Създава постоянна наемна армия, за поддръжката на която се разходва 70% от бюджета на държавата. Също така провежда литературна реформа. Когато умира на 29 септември 1560 г., Густав Васа‎ оставя една добре функционираща и финансово стабилна държава.
- Kоронован шлем на Густав Васа,
 оръжейник Конрад Лохнер
- Замъкът на Густав
- Портрет в профил

## Фамилия
Първи брак: на 24 септември 1531 г. с Катарина фон Саксония-Лауенбург (1513 – 1535); имат един син:
- Ерик XIV (* 1533; † 1577), крал на Швеция (1560 – 1568).

Втори брак: през 1536 г. с Маргарета Лейонхювуд („Лъвската глава“); двамата имат осем деца, от които са известни:
- Йохан III (* 1537; † 1592), крал на Швеция (1568 – 1592)
- Катарина Васа (* 1539; † 1610), принцеса на Швеция и чрез женитба графиня на Източна Фризия (1560 – 1599)[5]
- Сесилия Васа (* 1540; † 1627), принцеса на Швеция и чрез женитба маркграфиня на Баден-Родемахерн (1564 – 1575)[6]
- Анна Мария Шведска (* 1545; † 1610), принцеса от Швеция и чрез женитба пфалцграфиня на Пфалц-Велденц (1592 – 1598)
- Елизабет Шведска (* 1549; † 1597), принцеса от Швеция и чрез женитба херцогиня на Мекленбург-Гюстров-Гадебуш.
- Карл IX (* 1550; † 1611), крал на Швеция и Полша (1604 – 1611)